# Samotność długodystansowca
Samotność długodystansowca (ang. The Loneliness of the Long Distance Runner) – brytyjski dramat obyczajowy z 1962 roku w reżyserii Tony’ego Richardsona, zrealizowany na podstawie opowiadania Alana Sillitoego pod tym samym tytułem z 1959 roku.
Zaliczany do nurtu twórczości „młodych gniewnych” w powojennej kinematografii brytyjskiej. Filmowy debiut aktorski Toma Courtenaya. Zdjęcia kręcono w angielskim hrabstwie Surrey (Ruxley Towers w wiosce Claygate).

## Fabuła
Opowieść o przejściach pochodzącego z niepełnej rodziny robotniczej, zbuntowanego 18-latka, który dokonuje kradzieży z włamaniem do piekarni i w następstwie tego trafia do zakładu poprawczego dla młodocianych (borstalu). Colin od początku ma tam problemy z dostosowaniem się do panującej dyscypliny i podporządkowaniem się zwierzchnictwu. Jako utalentowany biegacz zwraca jednak uwagę dyrektora zakładu, w którego programie reedukacyjnym zajęcia sportowe odgrywają istotną rolę. Ten proponuje mu udział w lekkoatletycznych zawodach z uczniami sąsiedniej szkoły publicznej i pokonanie w biegach tamtejszego czempiona, co w efekcie ma spowodować wcześniejsze zwolnienie. W trakcie długodystansowego biegu bohater wysuwa się na prowadzenie, zyskując nad rywalem przewagę, przy której może być pewien zwycięstwa. Dręczące go wciąż wspomnienia z przeszłości rodzą jednak zdecydowany odruch buntu wobec narzuconego posłuszeństwa i tuż przed metą Colin demonstracyjnie wstrzymuje tempo pozwalając wyprzedzić się konkurentowi, na przekór swym wychowawcom. Niweczy to jego perspektywy na sportową karierę, a pozbawiając względów dyrektora, przesądza też o warunkach dalszego pobytu w zakładzie.

## Obsada
- Tom Courtenay – Colin Smith
- Avis Bunnage(inne języki) – jego matka
- Michael Redgrave – dyrektor zakładu poprawczego w Ruxton Towers
- Alec McCowen – wychowawca Brown
- Joe Robinson – Roach, instruktor sportu
- James Bolam – Mike, przyjaciel Colina
- James Fox – Willy Gunthorpe, biegacz ze szkoły Ranley
- Charles Dyer(inne języki) – przyjaciel matki Colina
- Dervis Ward(inne języki) – detektyw
- Topsy Jane(inne języki) – Audrey
- Julia Foster(inne języki) – Gladys
- John Thaw(inne języki) – chłopak z poprawczaka
- Derek Fowlds(inne języki) – chłopak z poprawczaka

## Nagrody i nominacje
Nagrody BAFTA (1962)
- Najbardziej obiecujący pierwszoplanowy debiut aktorski – Tom Courtenay